# فرنك ايسبوسيتو
فرنك ايسبوسيتو (بالفرنسية: Franck Esposito) هو سباح فرنسي، ولد في 13 أبريل 1971 في فرنسا.

## روابط خارجية
- فرنك ايسبوسيتو على موقع الاتحاد الدولي للسباحة (الإنجليزية)
- فرنك ايسبوسيتو على موقع SwimRankings.net (الإنجليزية)
- فرنك ايسبوسيتو على موقع اللجنة الأولمبية الدولية (الإنجليزية)
- فرنك ايسبوسيتو على موقع أوليمبيديا (الإنجليزية)